# سرگئی ناریشکین
سرگئی ناریشکین (روسی: Сергей Евгеньевич Нарышкин؛ زاده ۲۷ اکتبر ۱۹۵۴ سن پترزبورگ) سیاستمدار روسی است که از دسامبر ۲۰۱۱ رئیس مجلس دومای روسیه می‌باشد. برخی منابع نوشته‌اند که وی در دهه ۱۹۸۰ برای کا گ ب کار می‌کرده‌است. تحصیلات تکمیلی سرگئی ناریشکین در رشته اقتصاد است.

## جوایز و افتخارات
- نشان افتخار جمهوری ارمنستان